# Vädersolstavlan

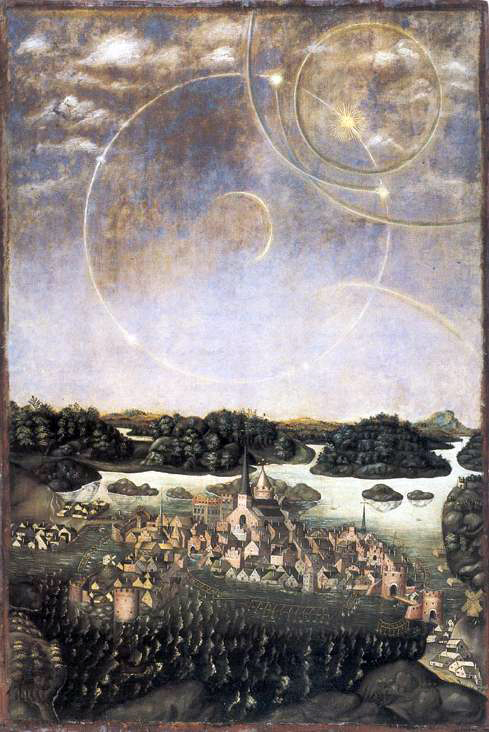
Vädersolstavlan.

Vädersolstavlan är en oljemålning på pannå som hänger i Storkyrkan i Stockholm och är en av de äldsta kända bilderna av staden. Tavlan som mäter 163 cm × 110 cm har fått sitt namn efter vädersolarna, det optiska solfenomen, som den avbildar. Tavlan visar dock även halor. Traditionellt kopplas dess tillkomst till de vädersolar som visade sig april 1535. Det som avbildades var troligen en så kallad haloeffekt.

## Datering
På tavlan står texten: "Anno Domini 1535. Tiughunde daghen i aprlis måna sijntes i Stocholm på himmeln sådana tekn så nær i från siv in til nio förmidda. Renoverat anno 1636". Vid en undersökning av tavlan 1999 visade det sig att tavlan i själva verket är tillverkad på 1600-talet. Undersökningen visade att tavlan som hänger i Storkyrkan tillverkades 1636 eller något tidigare, och då texten anger att den renoverades då, kopierades den i själva verket från ett original. Renoveringen, vilket alltså är en kopiering, utfördes av Jacob Heinrich Elbfas. Vart ett eventuellt original har tagit vägen är okänt.
Dateringen av detta halofenomen som är angivet på själva tavlan är alltså: den 20 april 1535, dock finns andra förslag på datering. En tavla som avbildar vädersolarna nämns första gången av Sigfridus Aronus Forsius 1608, som daterar den händelse som avbildas till 1535, men anger datumet till 30 april. År 1622 nämner den danske diplomaten Peder Galt tavlan, men daterar den avbildade händelsen till 1 april 1535. Galt avritade även vädersolar, dock från Olaus Magnus bok Historia om de nordiska folken. Samma år utgav Erik Jöransson Tegel en krönika över Gustav Vasas regering. Vissa partier i den gick dock inte till tryck, utan utkom först 1909, bland annat ett parti som rörde en rättegång mot Olaus Petri, bland annat för att han skall ha gett sig in på astrologi och försökt uttolka fenomenet. I detta parti meddelas att han lät sätta upp en tavla med vädersolarna i Storkyrkan för att vittna om sitt "höga och djupa förstånd".
En annan berättelse, skriven av Sylvester Johannis Phrygius, meddelar att Johan III när han 1592 låg på dödsbädden lät sätta upp en tavla med vädersolar över Stockholm i Storkyrkan. Dessa vädersolar skulle ha visat sig i april samma år. 
Peter Gillgren sätter mer tilltro till att Vädersolstavlan skall vara från Johan III:s tid, och att den levande traditionen kring Olaus Petri lett till att den tidigt misattribuerats. Historien om Olaus Petri skulle enligt honom istället kunna sättas i samband med en gravyr som avbildar en man i dräkt från tidigt 1500-tal som står i ett fönster i vilket man ser vädersolarna samt slottet Tre kronor, och som omges av längre texter med citat ur Bibeln, vilket bättre skulle svara mot Tegels beskrivning. Ingen av de inblandade i den historien skulle heller ha haft något intresse av att låta en tavla som påminde om händelsen låta sitta kvar i Storkyrkan. Det är dessutom tveksamt om den Urban Målare som var verksam under 1530-talet och ibland anges som Vädersolstavlans skapare vara kapabel till ett sådant arbete, medan Johan III hade flera kvalificerade målare tillgängliga. Slutligen vill Gillgren spåra ett inflytande från Olaus Magnus illustrationer till De nordiska folkens historia.

## Bilden av Stockholm

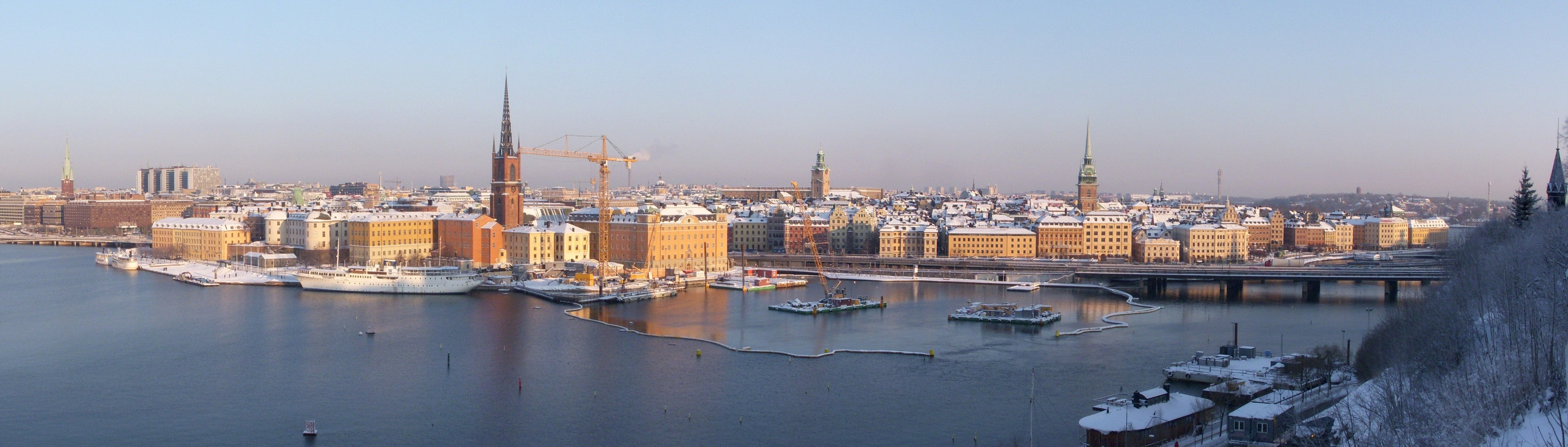
Ungefärlig vy för Vädersolstavlan från Monteliusvägen år 2009.

Det Stockholm som avbildas tycks ha drag från flera årtionden. Slottet Tre kronor har tydliga drag av det sena 1500-talet, medan själva staden snarare är från början av århundradet. Staden kan ha komponerats fram utifrån flera olika förlagor och ansågs uppenbarligen mindre viktig än vädersolarna.